# Kanton Montpellier-2
Kanton Montpellier-2 (francouzsky Canton de Montpellier-2) je francouzský kanton v departementu Hérault v regionu Languedoc-Roussillon. Tvoří ho tři obce.

## Obce kantonu
- Clapiers
- Montferrier-sur-Lez
- Montpellier (část)

Z města Montpellier se v kantonu nacházejí městské čtvrti Boutonnet, Universités, Plan des 4 Seigneurs, Saint Charles, IUT, Veyrassi a Vert-Bois.